# بن إلوود
بن إلوود (بالإنجليزية: Ben Ellwood)‏ مواليد 12 مارس 1976 في كانبرا، هو لاعب كرة مضرب أسترالي سابق بدأ مسيرته كمحترف سنة 1994 وكان يلعب باليد اليمنى. أعلى تصنيف له في الفردي كان المركز الـ 140 في سنة 1996. أعلى تصنيف له في الزوجي كان المركز الـ 66 في سنة 2002.

## النهائيات

### الزوجي: 1 (0–1)
| الحصيلة | الرقم | السنة | الدورة                                           | الأرضية | الشريك     | المنافس في النهائي  | النتيجة في النهائي |
| ------- | ----- | ----- | ------------------------------------------------ | ------- | ---------- | ------------------- | ------------------ |
| الوصافة | 1.    | 2002  | بطولة دلراي بيتش الدولية للتنس، الولايات المتحدة | صلبة    | ديفيد آدمز | مارتن دام سيريل سوك | 4–6, 7–6(5), 5–10  |

## روابط خارجية
- بن إلوود على موقع رابطة محترفي التنس (الإنجليزية)
- بن إلوود على موقع الاتحاد الدولي لكرة المضرب (الإنجليزية)
- بن إلوود على موقع خلاصة التنس.كوم (الإنجليزية)